# Biserica Toți Sfinții din Râmnicu Vâlcea
Biserica Toți Sfinții din Râmnicu Vâlcea este un ansamblu de monumente istorice aflat pe teritoriul municipiului Râmnicu Vâlcea. În Repertoriul Arheologic Național, monumentul apare cu codul 167482.19.
Ansamblul este format din două monumente:
- Biserica „Toți Sfinții” (cod LMI VL-II-m-A-09609.01)
- Turn clopotniță (cod LMI VL-II-m-A-09609.02)